# (121022) Galliano
(121022) Galliano ist ein im inneren Hauptgürtel gelegener Asteroid, der am 20. Januar 1999 im Rahmen des OCA-DLR Asteroid Surveys (O.D.A.S.), einem Projekt des OCA (Observatoire de la Côte d’Azur) und des DLR (Deutsches Zentrum für Luft- und Raumfahrt), am 90-cm-Schmidt-Teleskop des französischen Observatoire de Calern (IAU-Code 910) entdeckt wurde.
Der Asteroid gehört zur Polana-Familie (benannt nach (142) Polana), einer Untergruppe der Nysa-Gruppe (benannt nach (44) Nysa). Die Nysa-Gruppe wird auch Hertha-Familie genannt (nach (135) Hertha). Gemeinsam ist allen Mitgliedern der genannten Familien und Gruppen, dass die Umlaufbahnen um die Sonne in 2:1-Resonanz mit derjenigen des Planeten Mars stehen, deshalb auch über einen längeren Zeitraum stabil sind. Die zeitlosen (nichtoskulierenden) Bahnelemente von (121022) Galliano sind fast identisch mit dem kleineren (wenn man von der absoluten Helligkeit von 18,2 gegenüber 16,7 ausgeht) Asteroiden (457656) 2009 CJ41.
(121022) Galliano wurde am 9. September 2014 nach dem französischen Akkordeonisten Richard Galliano (* 1950) benannt, der ursprünglich durch Astor Piazzolla (1921–1992) inspiriert wurde. Nach Piazzolla wurde 2012 der Asteroid (12102) Piazzolla benannt. Dass der Asteroid (121022) 1999 BR13 für Galliano ausgesucht wurde, ist kein Zufall: (12102) Piazzolla mit einer 2 in einer zusätzlichen Dezimalstelle.